# Demolishing and Building Up the Star Theatre
Demolishing and Building Up the Star Theatre is een korte, stomme documentaire van 2 minuten uit 1901, geregisseerd door F.S. Armitage. In de film is door middel van time-lapse-fotografie te zien hoe het Star Theatre in New York binnen een maand tijd afgebroken werd.
De film is in 2002 opgenomen in het National Film Registry van de Verenigde Staten.